# Indygenat
Indygenat (z łac. indigenatio) – uznanie obcego szlachectwa, nadanie zagranicznemu rodowi szlacheckiemu lub mieszczańskiemu obywatelstwa i związanych z nim przywilejów w państwie uznającym . Historyczny odpowiednik naturalizacji.

## Nazwa
Nazwa wywodzi się z łacińskiego określenia indigenatio oznaczającego obywatelstwo i pochodzi od terminu indigena – krajowiec, tubylec; krajowy, swojski .

## Procedura
Obywatel innego kraju szlachcic lub mieszczanin mógł ubiegać się o przyznanie polskiego indygenatu na własny wniosek. Przyjmowanie do szlachectwa krajowego musiało następować przez uchwałę oraz być zapisane w konstytucjach sejmowych i ogłoszone drukiem. Obdarzony indygenatem, równie jak świeżo nobilitowany, musiał przed kanclerzem złożyć przysięgę na wierność Rzeczypospolitej oraz królowi polskiemu .
Początkowo, od 1578 roku, był nadawany przez króla polskiego i zatwierdzany przez sejm, a od 1641 przyznawany i zatwierdzany wyłącznie przez sejm walny podczas głosowania. Procedura ta powodowała, że bardzo trudno było uzyskać polskie obywatelstwo. Zwykle indygenat przyznawano za zasługi dla kraju. W Rzeczypospolitej były dwa rodzaje obywatelstwa: miejskie oraz szlacheckie i adekwatnie do tego przyznawano również dwa rodzaje indygenatów .

## Historia
W całej polskiej historii indygenat dotyczył 413 rodów zagranicznych. Tadeusz Czacki obliczył liczbę wszystkich indygenatów ogłoszonych w zbiorze konstytucji sejmowych Volumina Legum na 355 .
Indygenat po raz pierwszy przyznano bratankom Stefana Batorego: Andrzejowi i Baltazarowi, oraz jego braciom. Od 1641 roku prawo indygenatu posiadał wyłącznie sejm walny (z mocą wsteczną do 1607). Od 1775 roku wymagano od indygenów, podobnie jak od nobilitowanych, nabycia dóbr ziemskich o ściśle określonej wartości, przynależności do Kościoła rzymskokatolickiego, a także przeniesienia stałej siedziby do kraju.
Obdarzeni szlachectwem polskim składali kanclerzowi przysięgę wierności Rzeczypospolitej i królowi, jednak prawo do urzędów dygnitarskich i dóbr królewskich uzyskiwali dopiero w trzecim pokoleniu .
Indygenat można było utracić przez skazanie na banicję, połączone z utratą czci (infamią). W Prusach Królewskich istniał odrębny indygenat pruski o zasięgu regionalnym, który zastrzegał godności i urzędy lokalne wyłącznie dla miejscowej szlachty.
Przyjęcie obcego szlachcica do szlachty polskiej wraz z herbem zrównywało go z pozostałą szlachtą. I choć część obcej szlachty posiadała tytuły baronów, hrabiów czy przedrostki „von”, „zu”, czy „de” nie miały one w Rzeczypospolitej żadnego znaczenia i nie stanowią polskich tytułów szlacheckich. Podobnie jak nie są nimi takie przedrostki również za granicą. Podobnie nie ma dla polskiej szlachty żadnego znaczenia nabycie takich tytułów czy to poza granicami kraju, czy to u zaborców (często drogą kupna). Wyjątek stanowiły tytuły przyznane przez papieży (m.in. Augustowi Cieszkowskiemu) i cesarza Francuzów Napoleona – np. tytuł barona dla rodziny Umińskich (którego jednak Konarski (zob. niżej), nie wymienia wśród hrabiów czy baronów napoleońskich), czy dla Jana Leona Kozietulskiego (wygasł z jego śmiercią), oraz tytuły książęce rodów litewskich i rusińskich zatwierdzone przez unię lubelską.

### Niemcy
W Niemczech indygenat (w rozszerzonym słowa pojęciu) odgrywał ważną rolę w czasie rozdrobnienia państwowego lat 1815–1871 i dotyczył także nieszlacheckich urzędników państwowych i duchownych. Np. poddany pruski nie mógł piastować urzędu czy być proboszczem w Saksonii bez uprzedniego uzyskania indygenatu. Zniesiono to już w konstytucji Rzeszy (1871), niemniej ślady starego prawodawstwa są do dziś widoczne w konstytucji Republiki Federalnej Niemiec, która wyraźnie podkreśla, że każdy obywatel niemiecki ma prawo podjąć pracę w dowolnej części kraju.